# Hymeniacidon sinapium
Hymeniacidon sinapium är en svampdjursart som beskrevs av de Laubenfels 1930. Hymeniacidon sinapium ingår i släktet Hymeniacidon och familjen Halichondriidae. Inga underarter finns listade i Catalogue of Life.